# Vasile Veselovski
Vasile Veselovski (n. 18 decembrie 1925, București, România – d. 4 ianuarie 1998, București, România) a fost un compozitor român de muzică ușoară, autor al unor șlagăre îndrăgite precum „Strada Speranței”, „Fluierând pe stradă”, „Merit eu”, „Tu”, „Și dacă”, „O chitarǎ cânta”, „Și m-am îndrăgostit de tine”.

## Studii
Vasile Veselovski a absolvit Conservatorul din București (1947-1952) având profesori pe Ion Dumitrescu (teorie și solfegiu), Paul Constantinescu (armonie), Nicolae Buicliu (contrapunct), Tudor Ciortea (forme muzicale), Theodor Rogalski (orchestrație), Zeno Vancea (istoria muzicii), Tiberiu Alexandru și Emilia Comișel (folclor), după ce studiase la Facultatea de Fizico-Chimice (1944-1947).
Dragostea pentru muzică a apărut din copilărie, pentru că tatăl l-a învățat să cânte la balalaică, mandolină și chitară și apoi la acordeon. În timpul școlii și facultății a făcut parte din mai multe coruri: Liceul Teoretic de băieți Pitești (dirijor Alfons Popescu), Corala „Crai Nou” (dirijor Liviu Kavassi), biserica „Delea Nouă”, biserica „Sfinții Impărați Constantin și Elena - Bariera Vergului” (dirijor Gheorghe Bazavan).

## Activitate
După absolvirea Conservatorului, Vasile Veselovski a fost inspector muzical în Ministerul Culturii (1952-1956), Secretar muzical la Teatrul de revistă Constantin Tănase din București (1956-1957), inspector pentru muzică în Comitetul pentru Cultură și Artă din București (1957-1963). După această perioadă, s-a dedicat în întregime activității componistice.

## Muzica lui Vasile Veselovski - Trăsături generale
Compozitor cu o originalitate deosebită a stilului, Vasile Veselovski s-a impus prin inventivitatea melodică, datorită căreia, multe dintre cântecele sale au devenit șlagăre. Stilul său este de asemenea caracterizat de căutări pline de succes pentru preluarea unor elemente de intonație si ritm din folclorul românesc, pe care le-a dezvoltat în mod creativ, aducând prospețime și o largă accesibilitate cântecelor sale.

## Colaboratori
Dintre cei peste 30 de textieri, cea mai strânsă colaborare a avut-o cu Mihai Maximilian, de care l-a legat și o deosebită prietenie. Împreună au realizat peste 200 de cântece și peste 50 de spectacole de revistă și alte spectacole muzicale. De asemenea multe texte i-au fost scrise de Constantin Cârjan și Aurel Storin. A colaborat cu peste 130 de soliști vocali români și străini, printre care: Doina Badea(21 de cântece), Aurelian Andreescu(9), Corina Chiriac(25), Gică Petrescu(16), Margareta Pâslaru(17), Horia Moculescu(7), Constantin Drăghici(4), Roxana Matei(9), Alexandru Jula(13), Aida Moga(4), Marina Voica(5), Dan Spătaru(10).

## Distincții (selecție)
Marele premiu (1964) și Premii (1965, 1966, 1970. 1971, 1973, 1974, 1983, 1984, 1987, 1988, 1992, 1993) la „Festivalurile de muzicǎ ușoarǎ de la Mamaia”.
Premiul Uniunii Compozitorilor și Muzicologilor din România (1969, 1974, 1975, 1983, 1994).
Premii la „Melodii” (1981, 1982, 1983, 1984, 1986, 1987).
Premiu la „Crizantema de aur” (Târgoviște, 1995).
Premiul Asociației Umoriștilor Români-AUR, 1993.
Diploma de onoare la Festivalul de muzicǎ ușoarǎ de la Sopot (Polonia- 1966).
Membru în „Centrul Național Român ASSITEJ” (1970).
Ordinul „Meritul Cultural clasa a III-a”

## Opinii (selecție)
„Muzica lui Vasile Veselovski se caracterizează mai ales prin claritatea melodiei, extrem de accesibilă, fără ca prin aceasta să cadă vreo dată în facilitate(...)Neasemănând cu nimeni, neimitând pe nimeni și totuși în deplină concordanță cu noul gust al generației tinere de astăzi, Vasile Veselovski își afirmă în fiecare piesă personalitatea sa.”                                                                  (Gherase Dendrino: Vasile Veselovski, cuvânt înainte la colecția „Melodii alese de Vasile Veselovski”/ București, Editura Muzicală, 1965).
„Vasile Veselovski avea cântecul simplu, atrăgător, molipsitor. Știa să așeze muzica lângă cuvânt în chip firesc.(...) Spunea o dată: „Am fost norocos. În cariera mea am avut parte de prieteni buni- cântăreți valoroși- care m-au ajutat să scot la lumină cântece minunate”.”
(Temistocle Popa: Cuvânt înainte la CD- ul „Strada Speranței”, EDC 442). 
„Dintre compozitorii noștri de muzică ușoară, Vasile Veselovski era după 1960 cel mai consistent sub aspectul melodic căci purta în fantezia sa un arsenal foarte generos care îi permitea să găsească formula plastică cea mai fericită pentru un anumit vers. De la el ne-au rămas nenumărate șlagăre dăltuite cu migală. Și cu simțul poeziei.(...)Figura lui charistmatică, ce oferea în permanența un zâmbet discret, rămâne în amintire peste decenii.”
(Prof. Dr. Octavian Lazăr Cosma: Cuvânt înainte la CD- ul „Strada Speranței”, EDC 442).
„Artist al melodiei, Vasile Veselovski  preferă linia mare  a cântecului, poezia și vibrația interioară, în locul ritmului exagerat și stridențelor (…) Vreau sa exist pentru tine, Despărțirea, Lăutariise înscriu printre paginile muzicale care se rețin de auditori.” 
.
(Viorel Cosma: „Boema, slăbiciunea mea” de Mihai Maximilian si Vasile Veselovski în „Teatrul”, București, 9.09.1980).
„(Vasile Veselovski)...autorul unor melodii antologice, străbătute de un discret parfum românesc, în care simplitatea și rafinamentul își dau mâna. A folosit texte cu autentice valențe poetice.(...)Creația lui îl așează în galeria marilor compozitori români.”
(Petre Codreanu: Cuvânt înainte la CD- ul „Strada Speranței”, EDC 442).
„Vasile Veselovski a dominat cu personalitatea sa muzica ușoară românească, mai bine de patru decenii.(...)„Stilul Veselovski” există, meșteșugit, măiastru, în sute de melodii nemuritoare- și nu știu câți dintre compozitorii noștri se pot lăuda, la ora actuală, cu o creație mai unitară stilistic, mai densă.”   
(Octavian Ursulescu: Cuvânt înainte la CD- ul „Strada Speranței”, EDC 442).
„În această lume de piață în care talentul nu mai are preț, Vasile Veselovski a fost un compozitor din categoria celor hărăziți cu talent. El compunea fără efort, ca și cum și-ar fi murmurat sieși o melodie...Lipsită de întortocheri și de bucle stilistice, tunsă scurt, fără vanitatea de a atrage ostentativ atenția, dar și fără teama de a fi prea simplă, muzica lui Veselovski și-a câștigat încet, încet, o personalitate care o împiedică pentru totdeauna să fie atribuită oricui. Ar mai fi de adăugat și prestația sa absolut remarcabilă în groapa cu lei a teatrului de revistă, unde el a repus în onoare muzica de spectacol, învățătură grea, dar veche și bună, de la Ion Vasilescu, Gherase Dendrino și H. Mălineanu. Ascultând-o,(muzica lui Vasile Veselovski) parcã îți vine uneori să exclami: Ce simplu se compun șlagărele!, fără să te gândești că, dacă te-ar auzi, acolo, în Raiul Compozitorilor, Veselovski, ar râde ușor, în mustață...”
(Aurel Storin: Cuvânt înainte la CD- ul „Strada Speranței”, EDC 442).

## Compoziții

### Muzică ușoară (selecție)
ÎMI SPUSESE MIE LUNA (1954), versuri Constantin Cârjan
SPUNE-MI CE SĂ FAC (1956), versuri Constantin Cârjan
O CHITARĂ CÂNTA (1959), versuri Constantin Cârjan
CÂMPIA SUB LUNĂ (1961), versuri Aurel Storin, solist Margareta Pâslaru
CUM SĂ NU TRĂIESC PE LUME (1962), versuri Constantin Cârjan
NE CHEAMĂ RITMUL SĂ DANSĂM (1962), versuri Aurel Storin
FLUIERÂND PE STRADĂ (1963), versuri Mihai Maximilian, solist Aurelian Andreescu
NINGE-N LUNA MAI, solist Margareta Pâslaru
DACĂ NU EȘTI LÂNGĂ MINE (1964), versuri Mihai Maximilian
TU (1964), versuri Tiberiu Utan
DE CE NU EȘTI CA-N PRIMA ZI (1964), versuri Mihai Maximilian
CU TINE (1965), versuri Aurel Storin, solist Margareta Pâslaru
LUNA LA MAMAIA (1965), versuri Constantin Cârjan, solist Constantin Drăghici
CÂNTA UN MATELOT (1966), versuri Ion Minulescu, solist Doina Badea
ȘI DACĂ (1966), versuri Mihai Maximilian
SCARA DE MĂTASE (1967), versuri Mihai Maximilian, solist Dan Spătaru
FIR-AI INIMĂ SĂ FII (1968), versuri Jack Fulga
HĂULITA (1968), versuri Mihai Maximilian
O MASCĂ RÂDE, O MASCĂ PLÂNGE (1969), versuri Mihai Maximilian, solist Margareta Pâslaru
COPII DE BUCUREȘTI, versuri Mihai Maximilian
MERIT EU (1970), versuri Mihai Maximilian, solist Aurelian Andreescu
ȘI CERUL, ȘI LUNA, ȘI MAREA (1971), versuri Mihai Maximilian, solist Margareta Pâslaru
DAR CE NU AI (1971), versuri Mihai Maximilian
PENTRU A NU ȘTIU CÂTA OARĂ (1971), versuri Mihai Maximilian
DINTR-UN MILION (1972), versuri Mihai Maximilian
PENTRU ORICE BĂIAT (1972), versuri Mihai Maximilian
UNDE versuri Mihai Maximilian, solist Margareta Pâslaru
DE-A COLINDAT ACESTE LOCURI CINEVA (1973), versuri Mihai Maximilian
TE IUBESC (1974), versuri Mihai Maximilian
TACI! (1974), versuri Mihai Maximilian, solist Doina Limbășanu
AICI TRĂIM (1976), versuri Mihai Maximilian
ANOTIMPUL TINEREȚII (1976), versuri Mihai Maximilian
STOP, STOP (1977), versuri Mihai Maximilian
BRÂUL ALBASTRU (1978), versuri Tiberiu Utan
INDIFERENȚA (1980), versuri Mihai Maximilian
LUMEA BASMELOR DANSEAZĂ, versuri Mihai Maximilian, solist Margareta Pâslaru
BUNĂ SEARA ȚARA MEA (1981), versuri Mihai Maximilian
CÂNTĂ-MI LĂUTAR (1981), versuri Cezarina Moldoveanu	
DACĂ TU MĂ MINȚI (1981), versuri Mihai Maximilian
NU SUNT UN NE-NȚELES (1981), versuri Mihai Maximilian, solist Cătălin Crișan
ROMANTICII (1981), versuri Mihai Maximilian, solist Angela Similea 	
NOPȚI (1982), versuri Mihai Maximilian, solist Marina Voica	
NU TE LAS TINEREȚE (1982), versuri Mihai Maximilian, solist Ionel Miron	
BATE-M-AR NOROCUL (1983), versuri Mihai Maximilian, solist Corina Chiriac	
CÂNTEC PENTRU ANA MARIA (1983), instrumental	
ÎȚI MULȚUMESC (1983), versuri Mihai Maximilian, solist Corina Chiriac	
OCHII TĂI (1983), versuri Mihai Maximilian, solist Gabriel Dorobanțu
STRADA SPERANȚEI (1983), versuri Mihai Maximilian, solist Corina Chiriac
DRUMUL SPRE TINE (1984), versuri Mihai Maximilian, solist Corina Chiriac
INIMĂ NEBUNĂ (1984), versuri Mihai Maximilian, solist Corina Chiriac		
NIMIC NU E PREA MULT (PENTRU O CLIPĂ DE IUBIRE) (1985), versuri Mihai Maximilian, solist Corina Chiriac si Dan Spătaru
ALERGÂND DUPĂ O STEA (1986), versuri Mihai Maximilian, solist Alexandru Jula, Dumitru Caramitru	
OF OF OF (1987), versuri Mihai Maximilian, solist Gică Petrescu
TRENUL FERICIRII (1987), versuri Dumitru Nicolae, solist Corina Chiriac	
ANII TINEREȚII (1988), versuri Mihai Maximilian, solist Dan Spătaru	
NU UITA (1988), versuri Mihai Maximilian, solist Aurelian Andreescu		
PĂREREA MEA (1988), versuri Mihai Maximilian, solist Anda Călugăreanu	
SCRISOARE DE LA MAMA (IONICĂ) (1988), versuri Mihai Maximilian, solist Benone Sinulescu
ȘI M-AM ÎNDRĂGOSTIT DE TINE (1989), versuri Mihai Maximilian, solist Adrian Daminescu	
DE DOR (1990), versuri Mihai Maximilian, solist Corina Chiriac	
AMOR NEBUN (1992), versuri Mihai Maximilian, solist Adrian Daminescu
MAMĂ MOR! (1993), versuri Mihai Maximilian, solist Aurelian Temișan	
DRAGĂ TOAMNĂ (1995), versuri Mihai Maximilian, solist Nicolae Nițescu		
OHO (1995), versuri Narcisa Tcaciuc, solist Narcisa Tcaciuc		
VORBE , versuri Mihai Maximilian, solist Corina Chiriac

### Muzică de revistă, teatru și spectacole (selecție)
BĂIEȚII DE LA MANSARDĂ (1957), comedie muzicală, libret Alecu Popovici, (în colaborare cu Radu Serban)-Teatrul „Constantin Tănase”
REVISTA E A NOASTRĂ (1959), spectacol de revistă,libret Bogdan Cauș si Mihai Maximilian, (în colaborare cu Gelu Solomonescu)-Teatrul de Revistă Deva.
PE TREPTELE REVISTEI (1960), spectacol de revistă, libret Bogdan Cauș si Mihai Maximilian,(în colaborare cu Nicolae Kirculescu)- Teatrul de Revistă Deva.
ȘARJELE REVISTEI (1962), spectacol de revista,libret Bogdan Caus si Mihai Maximilian, (în colaborare cu Nicolae Kirculescu)-Teatrul de Revista Deva.
BĂIATUL DIN BANCA A DOUA (1962), spectacol pentru copii, libret Alecu Popovici,(în colaborare cu Radu Șerban)-Teatrul „ION Creangă” București.
AM TRĂIT SĂ VĂD ȘI ASTA (1962),spectacol de revistă, libret Bogdan Cauș si Mihai Maximilian,(în colaborare cu Nicolae Kirculescu).
REVISTA COMORILOR (1964), spectacol de revistă,libret Bogdan Cauș si Mihai Maximilian, (în colaborare cu Nicolae Kirculescu)-Teatrul de Revistă Deva.
NU PREA ALBĂ CA ZĂPADA (1964),spectacol pentru copii, libret Alecu Popovici.-Teatrul „Ion Creangă” București.
PĂLĂRIA FLORENTINĂ (1965), comedie muzicală de Labiche,(în colaborare cu Radu Serban).-Teatrul Giulești.
VISUL REVISTEI (1965)spectacol de revistă,libret Mihai Maximilian.-Teatrul de Revistă Deva.
O FATĂ RASFĂȚATĂ (1965), comedie muzicală, libret Virgil Stoenescu,(în colaborare cu Nelu Danielescu).-Teatrul din Ploiești.
AFARĂ-I VOPSIT GARDUL, ÎNĂUTRU-I LEOPARDUL (1966), spectacol pentru copii, libret Alecu Popovici.-Teatrul Tineretului Piatra Neamț.
SCANDAL LA BOEMA (1967),spectacol de revistă,libret Mihai Maximilian,(în colaborare cu Petre Mihăescu).-Teatrul „Constantin Tănase”.
VIVAT REVISTA (1968),spectacol de revistă,libret Mihai Maximilian.-Teatrul de Revistă Deva.
ȘORICELUL ȘI PĂPUȘA (1968),spectacol pentru copii, libret Alecu Popovici.-Teatrul Tăndarică.
POVESTE NETERMINATĂ (1969),spectacol pentru copii, libret Alecu Popovici.-Teatrul „Ion Creangă” București.
FEMEI, FEMEI, FEMEI (1969), spectacol de revistă,libret Mihai Maximilian.-Teatrul „Constantin Tănase”.
GEAMANDURA (1970), comedie de Tudor Mușatescu.-Teatrul Giulești.
HANUL REVISTEI (1970), spectacol de revistă,libret Mihai Maximilian,(în colaborare cu Cristofor Barbatis).-Teatrul Muzical Galați.
ROATA MORII (1970), spectacol pentru copii si tineret, libret Gheorghe Scripca.-Teatrul „Ion Creangă”.
ASTRAL MUSIC-HALL (1970), spectacol de revistă, libret Mihai Maximilian.-Teatrul Muzical Galați.
REVISTA ÎN BALON (1972), spectacol de revistă, libret Mihai Maximilian.-Teatrul Muzical Galați.
ȘI DRAGOSTEA FACE ARMATA (1972), spectacol de revistă, libret Mihai Maximilian.-Ansamblul Armatei „DOINA” Cluj-Napoca.
SUS CORTINA LA CETATE (1972), spectacol de revistă,libret Mihai Maximilian.-Teatrul de Revistă Deva.
PARDON, SCUZAȚI, BONSOAR (1974), spectacol de revistă,libret Mihai Maximilian.-Teatrul „Constantin Tănase”.
ASTĂ SEARĂ, PE LOC REPAUS (1974), spectacol de revistă, libret Mihai Maximilian.-Ansamblul Armatei „DOINA” Cluj-Napoca.
E PORMIDABIL LA REVISTĂ (1975),spectacol de revistă,libret Mihai Maximilian și Aurel Storin.-Teatrul Muzical Brașov.
TROMPETELE REVISTEI (1976),  spectacol de revistă, libret Mihai Maximilian.-Ansamblul Armatei „DOINA” București.
CAMPING BOEMA (1977), spectacol de revistă, libret Mihai Maximilian.-Teatrul „Constantin Tănase”.
PARADĂ LA ESTRADĂ (1978), spectacol de revistă, libret Mihai Maximilian.-Ansamblul Armatei „DOINA” Cluj-Napoca.
NEVESTELE VESELE DIN BOEMA (1978), spectacol de revistă, libret Mihai Maximilian.-Teatrul „Constantin Tănase”.
TOATE CORTINELE SUS (1979), spectacol de revistă, libret Mihai Maximilian.-Teatrul Muzical Galați.
SURPRIZELE RAMPEI (1979), spectacol de revistă, libret Mihai Maximilian.-Teatrul Muzical Brașov.
BATALIONUL VESELIEI (1980), spectacol de revistă, libret Mihai Maximilian.-Ansamblul Armatei „DOINA” Cluj-Napoca.
BOEMA, SLĂBICIUNEA MEA (1980), spectacol de revistă, libret Mihai Maximilian.-Teatrul „Constantin Tănase”.
BILET DE VOIE...BUNĂ (1981), spectacol de revistă, libret Mihai Maximilian.-Ansamblul Armatei „DOINA” Cluj-Napoca.
AȘA RÂD OAMENII BUNI (1981), spectacol de revistă, libret Mihai Maximilian.-Teatrul de Stat din Baia Mare.
DANUBIUS EXPRESS (1982), spectacol de revistă, libret Mihai Maximilian.-Teatrul Muzical Galați.
STELA, STELELE SI BOEMA (1982), spectacol de revistă, libret Mihai Maximilian.-Teatrul „Constantin Tănase”.
NU-I BAI (1982), spectacol de revistă, libret Mihai Maximilian.-Teatrul de Stat din Baia Mare.
UN SHERIF LA BOEMA (1982), spectacol de revistă, libret Mihai Maximilian.-Teatrul „Constantin Tănase”. 
CONSTELAȚIA BOEMA (1984), spectacol de revistă, libret Mihai Maximilian.-Teatrul „Constantin Tănase”.
BOEMA, BUCURIA MEA (1985), spectacol de revistă, libret Mihai Maximilian.-Teatrul „Constantin Tănase”.
FANTASIO COLOR (1986), spectacol de revistă, libret Mihai Maximilian.-Teatrul „Fantasio” Constanța.
ARTIȘTII ȘI BOEMA (1987), spectacol de revistă, libret Mihai Maximilian.-Teatrul „Constantin Tănase”.
BUNĂ SEARA, BOEMA (1989), spectacol de revistă, libret Mihai Maximilian.-Teatrul „Constantin Tănase”.
BONSOIR CABARET (1990), spectacol de revistă, libret Mihai Maximilian.-Teatrul „Constantin Tănase”.
CARRE DE AȘI (1991), spectacol de revistă, libret Mihai Maximilian.-Teatrul „Constantin Tănase”.
ACADEMIA SAVOY (1994), spectacol de revistă, libret Mihai Maximilian.-Teatrul „Constantin Tănase”.
HOHOTE ÎN PARADIS (1996), spectacol de revistă, libret Mihai Maximilian.-Teatrul „Constantin Tănase”.

### Muzicǎ de film
NU VREAU SĂ MĂ-NSOR (1961), în colaborare, regia Manole Marcus, solist Coca Andronescu.
BOROBOAȚĂ ÎN EXCURSIE (1962), regia Bob Cǎlinescu.